# Edenton (Carolina del Nord)
Edenton è una località degli Stati Uniti d'America, capoluogo della contea di Chowan, nello Stato della Carolina del Nord.